# Ahmed Dogan
Ahmed Demir Dogan (em búlgaro:  Ахмед Демир Доган, em turco:  Ahmed Demir Doğan)  (Pchelarovo, 29 de março de 1954) é um político búlgaro, presidente do Movimento pelos Direitos e Liberdades.

## Biografia
Ele é o fundador e líder do Movimento pelos Direitos e Liberdades (DPS), um partido liberal que representa os interesses da minoria turca na Bulgária.
Em setembro de 2007 o nome de Dogan foi mencionado em um relatório oficial da era comunista como um colaborador da polícia secreta. De acordo com o relatório, Dogan era um agente pago do Comitê de Segurança do Estado de agosto de 1974 até março de 1988.
Em outubro de 2010, o Supremo Tribunal Administrativo em Sófia o absolveu das acusações de corrupção em um caso apresentado pela Comissão Parlamentar sobre honorários de consultoria pagos em 2008 e 2009 com relação a projetos hidrelétricos.

## Tentativa de assassinato
Em 19 de janeiro de 2013, Dogan sofreu uma tentativa frustrada de assassinato durante um congresso do partido. Um homem apontou uma pistola de ar comprimido na direção de Dogan, mas a arma não disparou. O agressor foi identificado como Oktay Yenimehmedov, um turco que já havia sido preso por posse de drogas, roubos e vandalismo.